# Малинове (озеро)
Малинове озеро розташоване в Михайлівському районі Алтайського краю. Є найбільшим безстічним гірко-солоним озером в групі Борових озер. Площа його водної гладі становить 11,4 кв. км. У довжину озеро простягається на 6 км, а в ширину — на 2,6 км.
Унікальний яскраво-малиновий відтінок води, який так приваблює туристів, пояснюється наявністю мікроорганізмів, що виробляють рожевий пігмент. Колір водойми протягом сезону змінюється: найбільш насиченим він стає навесні (особливо в ранкові години), а восени вода в озері набуває бурого відтінку.
Малинове озеро славиться не тільки своїм мальовничим виглядом, але і цілющими властивостями. По концентрації солі озерна вода майже не поступається морській — вона так само добре впливає на організм і так само добре підтримує тіло на поверхні. Однак при купанні слід дотримуватися обережності, щоб не поранити ноги об тверду соляну кірку на дні водойми.
Високо цінуються лікувальні властивості сульфідно-мулової грязі, що міститься на дні Малинового озера. Бруд чудово очищає шкіру від ороговілих клітин і надлишків підшкірного жиру, звільняючи пори. У результаті в шкірі поліпшується обмін речовин, зморшки розгладжуються, запальні процеси і роздратування зменшується, процеси старіння сповільнюються. Оздоровчий ефект бруду Малинового озера помітний при екземі, псоріазі, нейродерміті, себореї, випаданні волосся, при ревматичних, суглобових і м'язових болях.
Оточене сосновим бором, Малинове озеро являє собою унікальний природний комплекс, який, на жаль, ніяк не захищений державою. Цей дивовижний природний об'єкт не відноситься до охоронюваних природних територій навіть на місцевому рівні.